# Blairsburg
Blairsburg es una ciudad situada en el condado de Hamilton, en el estado de Iowa, Estados Unidos. Según el censo de 2000 tenía una población de 235 habitantes.

## Geografía
Según la Oficina del Censo de los Estados Unidos, la localidad tiene un área total de 1,67 km², la totalidad de los cuales corresponden a tierra firme.

## Demografía
Según el censo de 2000, había 235 personas, 88 hogares y 71 familias residiendo en la localidad. La densidad de población era de 140,58 hab./km². Había 92 viviendas con una densidad media de 54,6 viviendas/km². El 99,57% de los habitantes eran blancos, el 0,43% afroamericanos. 
Según el censo, de los 88 hogares, en el 34,1% había menores de 18 años, el 70,5% pertenecía a parejas casadas, el 9,1% tenía a una mujer como cabeza de familia, y el 18,2% no eran familias. El 18,2% de los hogares estaba compuesto por un único individuo, y el 10,2% pertenecía a alguien mayor de 65 años viviendo solo. El tamaño promedio de los hogares era de 2,67 personas, y el de las familias de 3,00.
La población estaba distribuida en un 28,9% de habitantes menores de 18 años, un 7,2% entre 18 y 24 años, un 22,6% de 25 a 44, un 30,2% de 45 a 64, y un 11,1% de 65 años o mayores. La media de edad era 39 años. Por cada 100 mujeres había 109,8 hombres. Por cada 100 mujeres de 18 años o más, había 96,5 hombres.
Los ingresos medios por hogar en la localidad eran de 46.667 dólares ($), y los ingresos medios por familia eran 49.375 $. Los hombres tenían unos ingresos medios de 30.250 $ frente a los 28.750 $ para las mujeres. La renta per cápita para la ciudad era de 17.817 $. El 0,9% de la población estaba por debajo del umbral de pobreza. El 6,3% de los habitantes de 65 años o más vivían por debajo del umbral de pobreza.